# The Great Escape (음반)
| 전문가 평가                   | 전문가 평가 |
| 평가 점수                     | 평가 점수   |
| 출처                          | 점수        |
| ----------------------------- | ----------- |
| AllMusic                      | [ 1 ]       |
| The Guardian                  | [ 2 ]       |
| Los Angeles Times             | [ 3 ]       |
| Melody Maker                  | 12/10       |
| NME                           | 9/10        |
| Pitchfork                     | 8.2/10      |
| Q                             | [ 7 ]       |
| The Rolling Stone Album Guide | [ 8 ]       |
| Select                        | 5/5         |
| Spin                          | 6/10        |

《The Great Escape》는 1995년 9월 11일, 푸드 레코드와 버진 레코드에서 발매된 영국의 록 밴드 블러의 네 번째 스튜디오 음반이다. 이 음반은 영국 음반 차트에서 1위에 올랐고, 전 세계 10개 이상의 국가에서 상위 10위 안에 들었다. 이 음반이 발매된 지 채 1년도 되지 않아 영국에서 트리플 플래티넘 인증을 받았다. 비록 그 이후 비판적인 지위는 줄어들었지만, 이 음반은 발매되자마자 거의 보편적인 찬사를 받았다.
이 음반은 〈Country House〉, 〈The Universal〉, 〈Streotypes〉, 〈Charmless Man〉이 모두 영국 싱글 차트 10위권에 진입하는 등 밴드의 히트 싱글 행진을 이어갔다. 〈Country House〉는 "브릿팝 전쟁"이라는 차트 경쟁 차트에서 오아시스의 〈Roll with It〉을 제치고 영국 최초로 1위를 차지했다.
《The Great Escape》는 《Modern Life Is Rubbish》 (1993년)와 《Parklife》 (1994년)에 이어 1990년대 중반 블러가 발표한 브릿팝 트리오 음반의 최종 음반으로 평가받는 경우가 많다. 블러의 1997년 자칭 음반으로, 이 밴드는 방향을 바꾸고 더 많은 Lo-Fi와 얼터너티브 록 사운드를 위해 브릿팝에서 멀어질 것이다.

## 싱글
이 음반은 〈Country House〉, 〈The Universal〉, 〈Streotypes〉 그리고 〈Charmless Man〉으로 밴드의 4개의 히트 싱글을 발매했다. 〈Streotypes〉는 런던 더블린 캐슬의 비밀 공연에서 데뷔해 음반의 리드 싱글로 꼽혔지만, 〈Country House〉는 팬들의 반응이 더 컸다. 〈Country House〉는 오아시스를 제치고 처음으로 밴드에 1위 싱글을 선사했다. 〈The Universal〉과 〈Charmless Man〉은 모두 상위 5위에 올랐고, 〈Stereotypes〉는 7위로 정점을 찍었다. 일본에서는 〈It Could Be You〉가 4트랙 싱글로 발매되었는데, B-사이드가 부도칸에서 라이브로 녹화되었다.

## 상업적 성과
《The Great Escape》는 이전 음반인 《Parklife》의 상업적 성공을 이어갔다. 후자가 슬리퍼 히트에 가까웠던 반면, 《The Great Escape》는 첫 주 판매량 18만 8천 장을 기록했다. 1996년 후반까지 이 음반은 유럽 대륙에서 약 60만 장이 팔렸다. 푸드 레코드의 앤디 로스 전무이사에 따르면, 이 회사는 영국을 제외한 모든 곳에서 《Parklife》를 안락하게 앞질렀다. 총액은 40만 명 늘었고 잔액은 주로 유럽과 동남아에서 나왔다고 말했다. 1996년 11월 말까지 프랑스에서 판매량은 12만 5천 장였는데, 《Parklife》는 6만 9천 장였다. 이탈리아에서는 《Parklife》의 판매량이 1만 6천 장에 비해 8만 3천 장였다.

## 곡 목록
모든 곡들은 데이먼 알반, 그레이엄 콕슨, 알렉스 제임스, 데이브 론트리에 의해 작사/작곡하였다.
| #   | 제목                            | 재생 시간 |
| --- | ------------------------------- | --------- |
| 1.  | Stereotypes                     | 3:10      |
| 2.  | Country House                   | 3:57      |
| 3.  | Best Days                       | 4:49      |
| 4.  | Charmless Man                   | 3:34      |
| 5.  | Fade Away                       | 4:19      |
| 6.  | Top Man                         | 4:00      |
| 7.  | The Universal                   | 3:58      |
| 8.  | Mr. Robinson's Quango           | 4:02      |
| 9.  | He Thought of Cars              | 4:15      |
| 10. | It Could Be You                 | 3:14      |
| 11. | Ernold Same (Feat. 켄 리빙스턴) | 2:07      |
| 12. | Globe Alone                     | 2:23      |
| 13. | Dan Abnormal                    | 3:24      |
| 14. | Entertain Me                    | 4:19      |
| 15. | Yuko and Hiro                   | 5:24      |

## 인증
| 국가                                                  | 인증        | 판매량/출하량 |
| ----------------------------------------------------- | ----------- | ------------- |
| 캐나다 (뮤직 캐나다)                                  | 골드        | 50,000^       |
| 프랑스 (SNEP)                                         | 골드        | 100,000*      |
| 아일랜드 (IRMA)                                       | 2× 플래티넘 | 33,000        |
| 일본 (RIAJ)                                           | 골드        | 100,000^      |
| 노르웨이 (IFPI 노르웨이)                              | 골드        | 25,000*       |
| 스페인 (PROMUSICAE)                                   | 플래티넘    | 100,000^      |
| 스웨덴 (GLF)                                          | 골드        | 50,000^       |
| 영국 (BPI)                                            | 3× 플래티넘 | 901,349       |
| 요약                                                  |             |               |
| 유럽 (IFPI)                                           | 플래티넘    | 1,000,000*    |
| *판매량을 기반으로 한 인증 ^출하량을 기반으로 한 인증 |             |               |